# 巴克拉兰教堂
永援圣母国家朝圣地（英语：National Shrine of Our Mother of Perpetual Help，菲律宾语：Pambansáng Dambana ng Ina ng Laging Saklolo）又名赎主会教堂（Redemptorist Church），俗称巴克拉兰教堂（Baclaran Church），是菲律宾马尼拉都会区的一座著名的罗马天主教教堂，也是菲律宾最大的圣母朝圣地之一。每个周三，天主教徒来此参加弥撒，向永援圣母祈祷。在马尼拉，周三常被称为“巴克拉兰日”，因为朝圣者堵塞前往朝圣地的道路。
祭台上的圣母像最初来自德国，经过爱尔兰和澳大利亚，1906年，赎主会神父将它买下，带到当时的美属菲律宾。